# Conops ferruginosus
Conops ferruginosus är en tvåvingeart som beskrevs av Krober 1915. Conops ferruginosus ingår i släktet Conops och familjen stekelflugor. Inga underarter finns listade i Catalogue of Life.